# Alexandra Louis-Marie
Alexandra Louis-Marie (født 1996) er en fransk fægter, der specialiserer sig i kårde.
Hun repræsenterede Frankrig ved sommer-OL 2024 i Paris, hvor hun vandt sølv i holdkonkurrencen for damer.